# Preben Elkjær Larsen
Preben Elkjær Larsen (nascut l'11 de setembre de 1957 a Copenhaguen) és un antic jugador de futbol danès.

## Palmarès
- Copa alemanya de futbol: 1977 i 1978, amb 1. FC Köln
- Lliga alemanya de futbol: 1977/78, amb 1. FC Köln
- Lliga italiana de futbol: 1984/85, amb Hellas Verona
- Futbolista danès de l'any: 1984